# 鹿角市

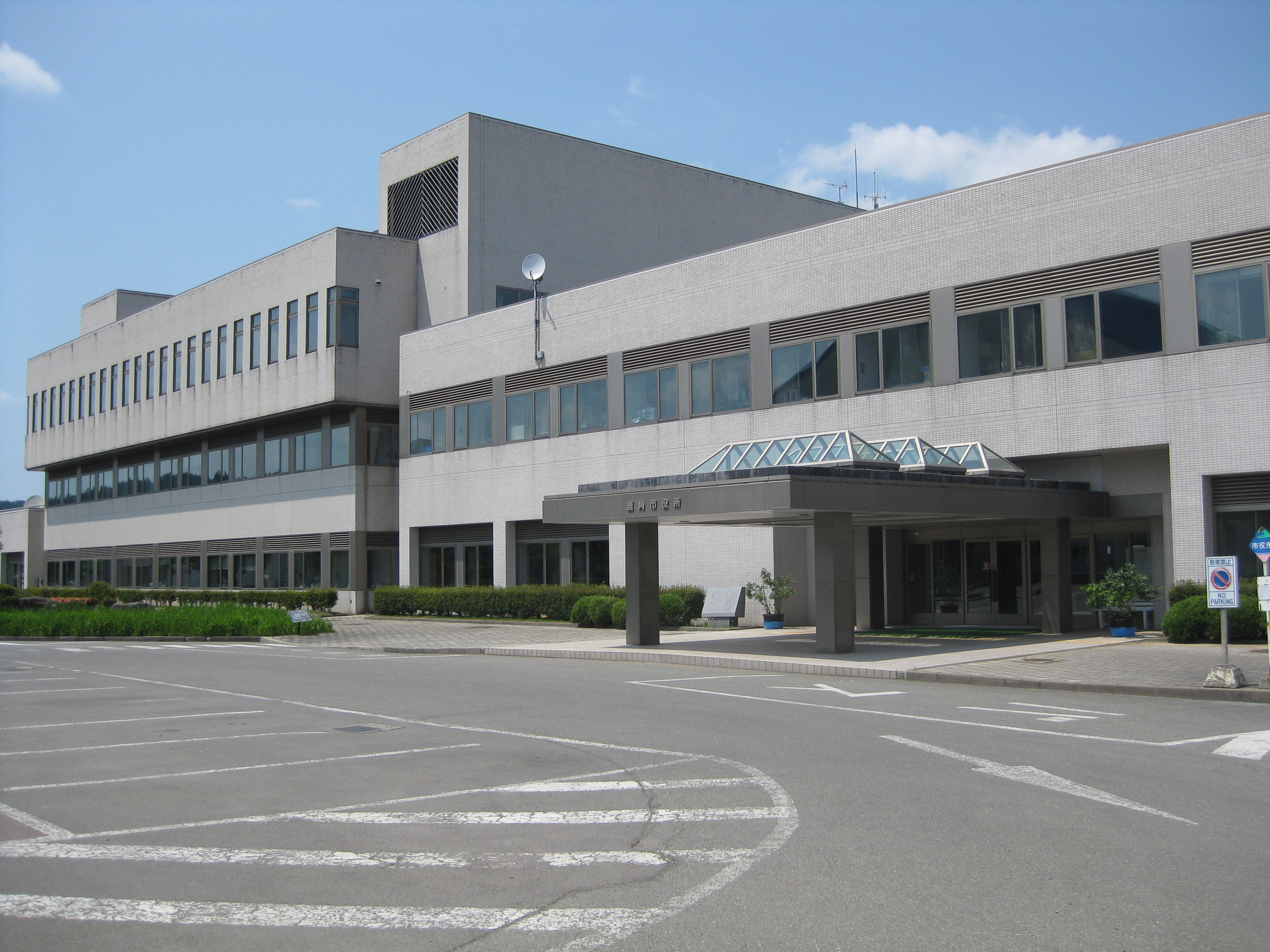
鹿角市政府

鹿角市（日语：／ Kazuno shi */?）是位於日本秋田縣東北部的市，古名為「上津野」。轄區地處花輪盆地内，米代川流經市內並往東流，當地人口則集中在鹿角花輪站與十和田南站的周邊地區等地。鹿角市在江戶時代至昭和時期盛行採礦產業。現今當地以世界文化遺產大湯環狀石陣和溫泉街等而聞名。 

## 地理
鹿角市境內約66.1%的面積被山林與原野覆蓋，28.3%的土地為農業用地。轄區地處花輪盆地内，並且大致位於北東北的中央地帶。北部為八甲田火山群，南部則坐落著境山火山群的秋田燒山、栂森、三方高等山岳（八幡平）。米代川及其支流小坂川、大湯川、熊澤川、夜明島川等河流經市內，並在盆地内形成沖積扇。

### 氣候
由於鹿角市地處盆地内，因此日夜溫差較大。根據統計，1991年至2020年鹿角市的年均溫為9.5℃，年均降雨量為1454.1毫米，年日照時數則為1495.6小時。鹿角市內的風勢較弱，其年平均風速為每秒1.8公尺。雖然當地的降雪量比秋田縣內的沿海地區還多，但山區地帶的降雪量仍偏少。鹿角市自11月中旬降下初雪，隔年2月為當地積雪深度最深的時候。

## 歷史
據說「鹿角」此一地名的由來與米代川的支流相關。因從高山上望見的注入米代川的支流形似鹿的角，故得名為「鹿角」。而鹿角地區在平安時代的日本三代實錄中則被記載為「上津野」。
鹿角市自古時便有人類居住，市內曾發掘出許多繩紋時代的遺跡。其中位於中部的大湯環狀石陣為日本北部的繩紋史前遺址群之一，並且於2021年被聯合國教科文組織列為世界文化遺產，而該石陣也被列為日本的特別史跡。鹿角地區在中世紀為三戶南部氏的領地，至江戶時代則隸屬於盛岡藩。而在江戶時代開採的尾去澤礦山對當地的經濟活動有著很大的影響，尾去澤礦山則於近代被指定為日本的現代化工業遺產。
明治4年（1871年），鹿角地區併入秋田縣。昭和47年（1972年）4月1日，花輪町、十和田町、尾去澤町與八幡平村合併成現今的鹿角市。

## 行政
前任市長關厚因兩度遭到市議會投下不信任票而於2025年3月下台。現任市長笹本真司於2025年4月在選舉中當選，其任期將持續至2029年4月。此次選舉的投票率為58.41%，較上屆選舉下降4.72個百分點。

## 經濟
根據日本2020年的國勢調查統計，鹿角市的就業人口中有12.4%從事第一級產業，26.7%的就業人口從事第二級產業，60.7%則從事第三級產業。當地的農業以生產稻米和蘋果等作物為主，近年來桃子和輪作稻米農田的蕎麥、花卉等農產品的生產量也逐漸增加。而鹿角市的第二級產業自礦山封閉後便逐年從礦業轉向以製造業為主。
由於鹿角市內擁有尾去澤礦山、大湯環狀石陣、溫泉街和十和田八幡平國立公園等歴史和自然景點，因此當地也盛行觀光業。根據統計，2015年至2020年，鹿角市每年約有168萬至177萬的遊客到訪。

## 教育
鹿角市內共有6所小學校、4所中學校和2所高等學校。根據2023年5月的統計，市內的小學校共有1095名學生，中學校共有658名學生，高等學校則共有469名學生。

## 交通
國道282號和東北自動車道在鹿角市內由西向北延伸，並與穿越轄區南部的國道341號相接。其中東北自動車道在市內設置鹿角八幡平交流道與十和田交流道。由東往北延伸的國道103號則在北部與國道104號交會。鐵路方面，東日本旅客鐵道的花輪線通過鹿角市，並在市內設置末廣站、十和田南站、鹿角花輪站、八幡平站、湯瀨溫泉站等共8座車站。

## 友好城市
鹿角市與以下外國城市為友好姐妹城市:
| 國家           | 城市                         | 締結日期       |
| -------------- | ---------------------------- | -------------- |
| 中华人民共和国 | 武威市涼州區（甘肅省）       | 2000年11月16日 |
| 匈牙利         | 肖普朗（焦爾-莫松-肖普朗州） | 2002年5月      |

## 外部連結
- 鹿角市（页面存档备份，存于） （鹿角市公所）